# Chiesa del Carmine (Milazzo)

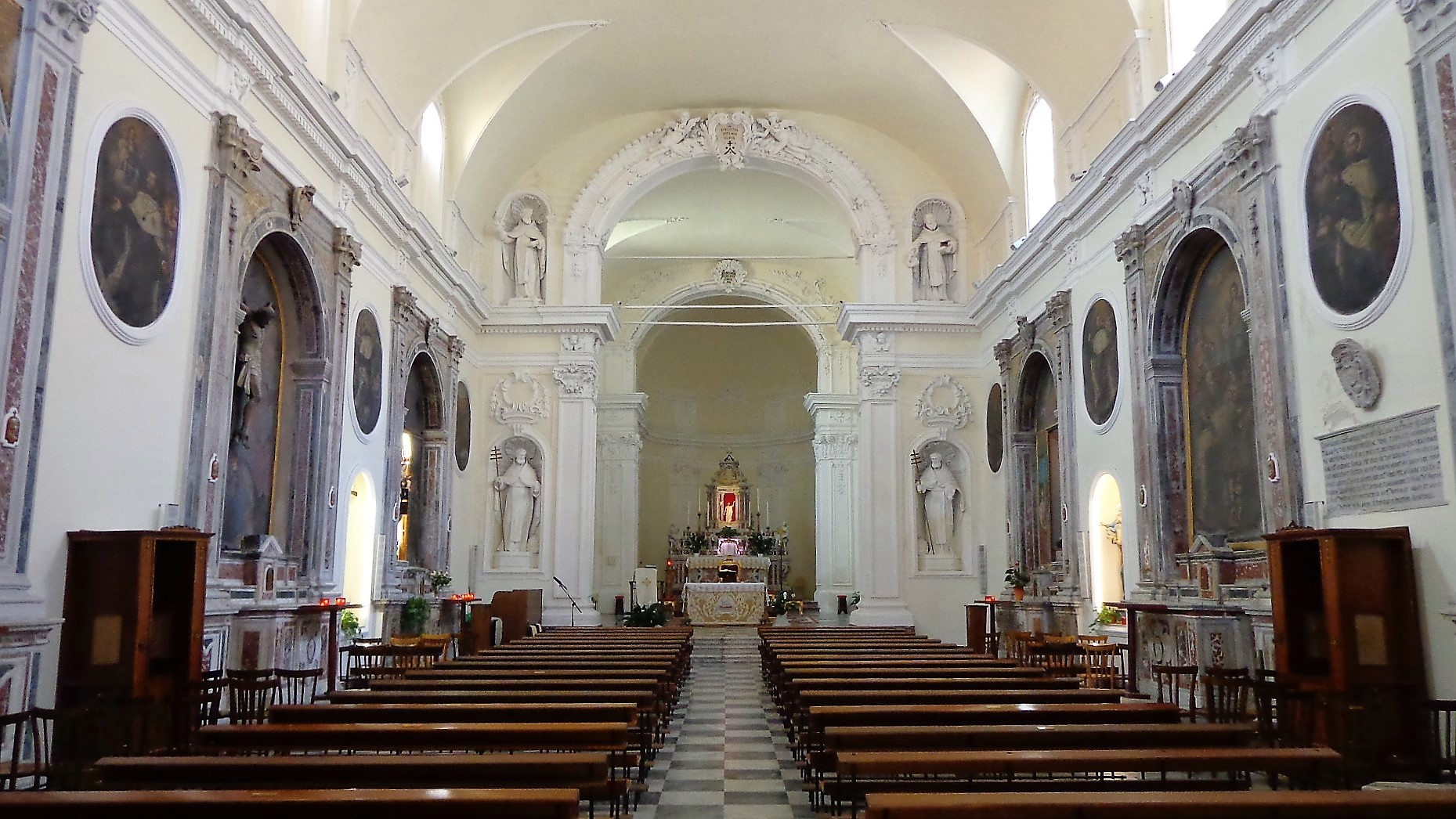
Navata e presbiterio.

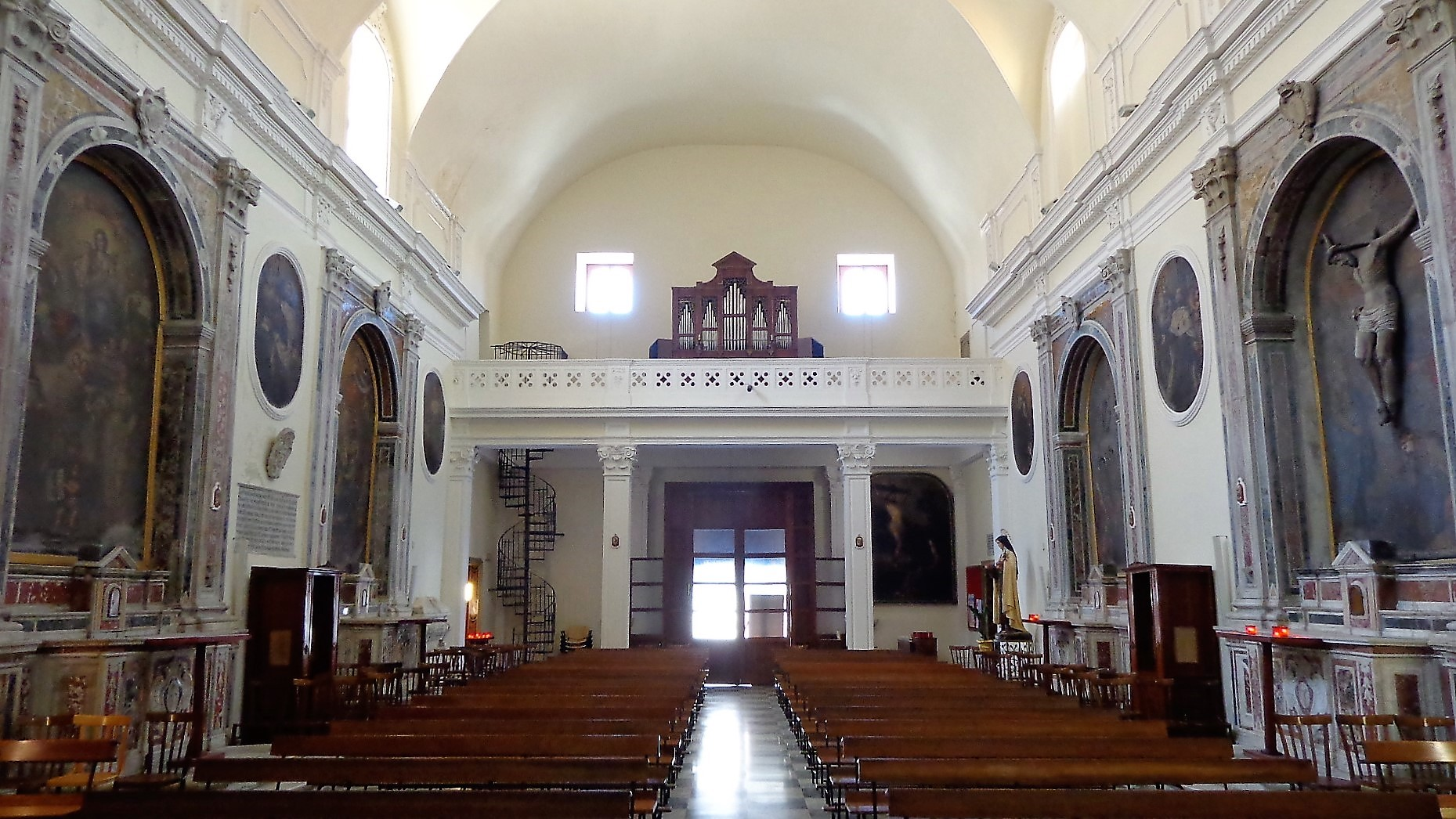
Navata e controfacciata.

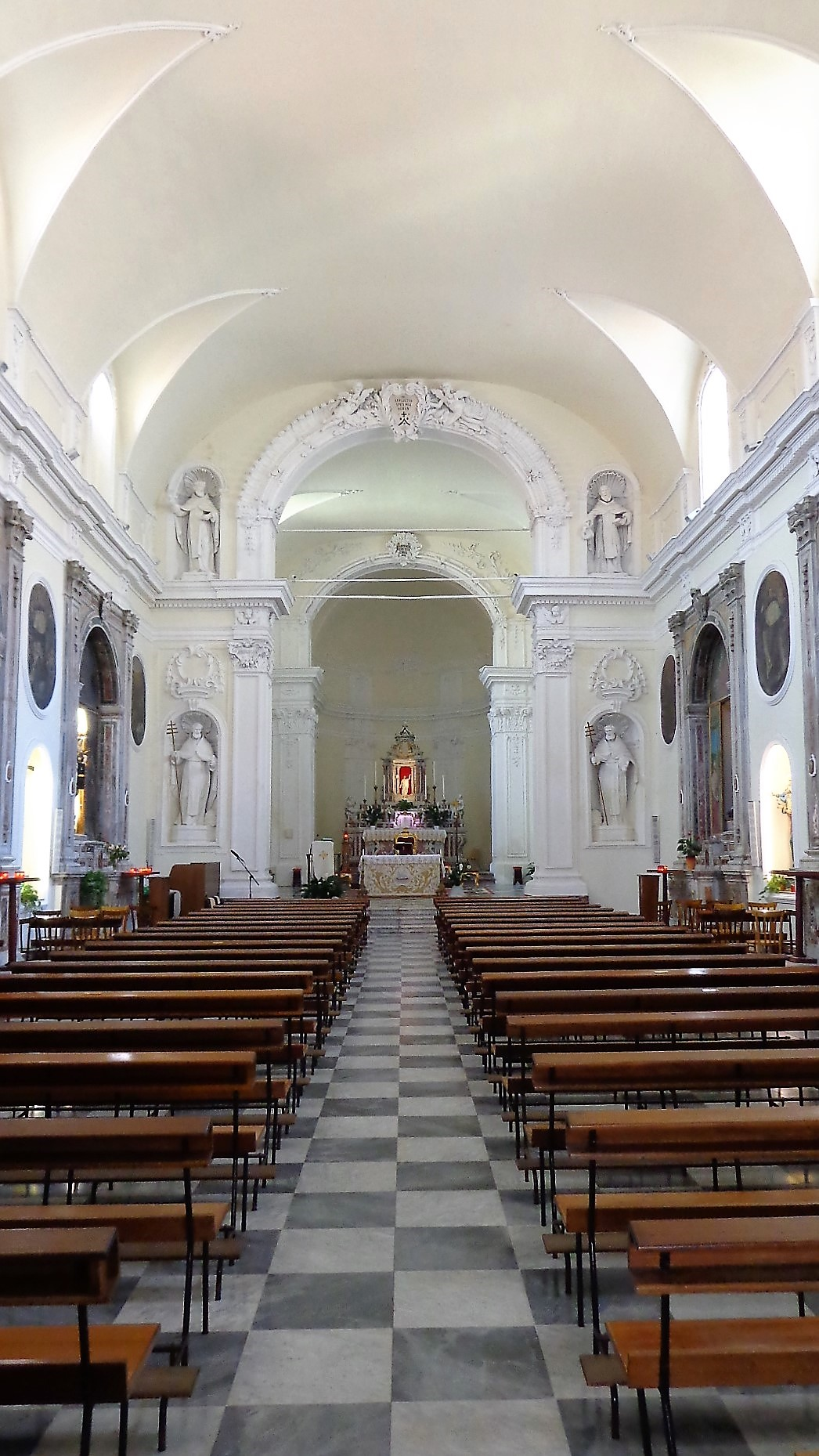
Navata.

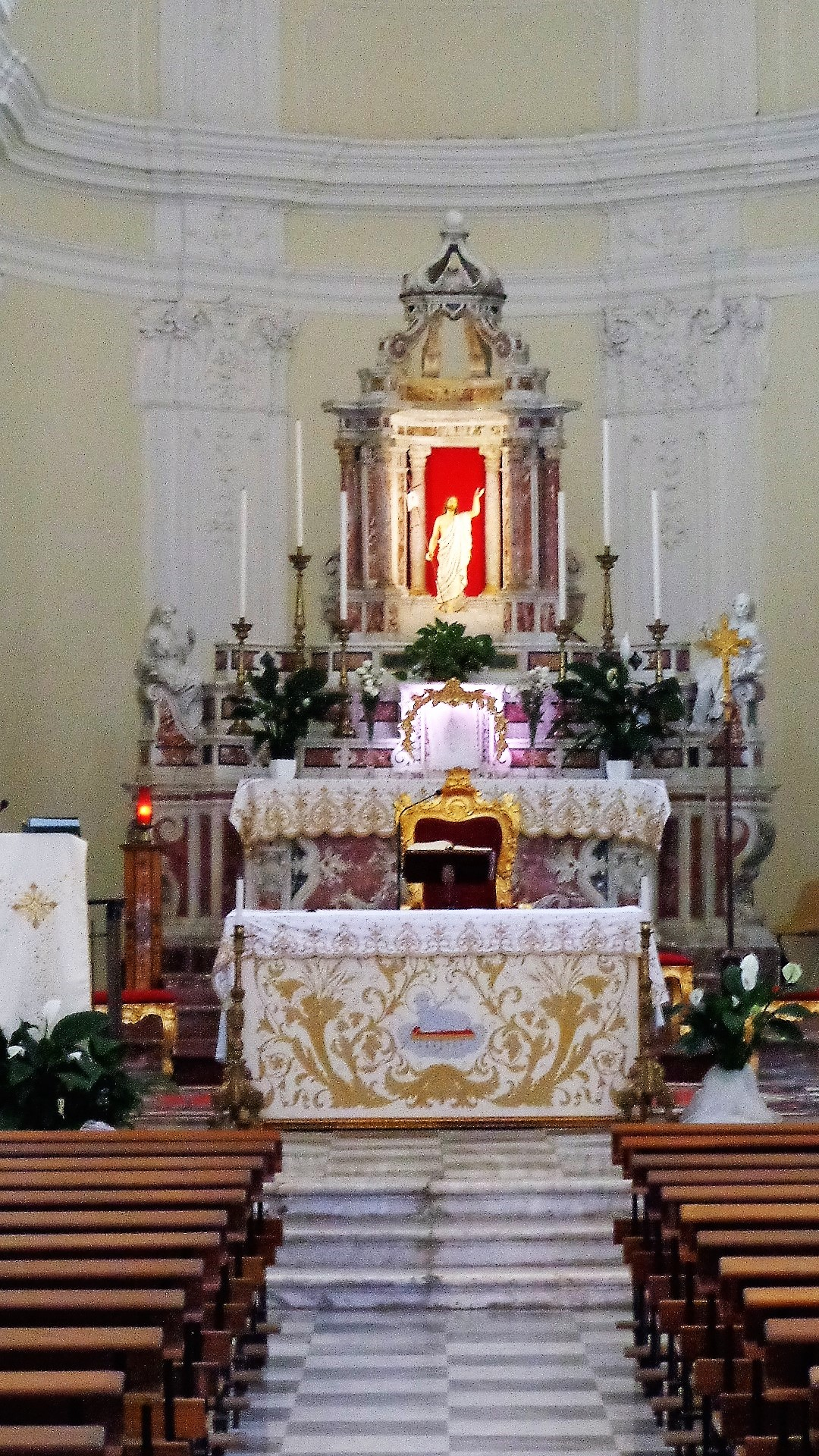
Altare maggiore.

La chiesa del Carmine e le strutture del convento dell'Ordine carmelitano costituiscono un aggregato monumentale ubicato in piazza Caio Duilio nel centro storico della città di Milazzo. Appartenente all'arcidiocesi di Messina-Lipari-Santa Lucia del Mela, vicariato di Milazzo sotto il patrocinio di San Francesco di Paola, arcipretura di Milazzo, parrocchia di Santo Stefano Protomartire.

## Storia

### Pròdromi
- 1117, Adelasia del Vasto regina di Sicilia e madre di Ruggero II, torna in Sicilia portando con sé i religiosi osservanti la regola dell'Ordine della Beata Vergine del Monte Carmelo, i cosiddetti Carmelitani - ordine religioso sorto in Terra santa - ai quali si era legata ancora di più in seguito alle sofferenze derivate dalla separazione matrimoniale da Baldovino I di Gerusalemme. In seguito all'arrivo in Sicilia, i Carmelitani fondano chiese e monasteri a Trapani, Palermo, Messina e da lì nel resto d'Italia e in tutto il mondo. In Sicilia erano già presenti primitive cellule o piccoli aggregati di Carmelitani animati dallo spirito d'evangelizzazione da colonizzazione (vedi origine etimologica in epoca bizantino - araba delle località Petralia Soprana e Petralia Sottana[2][3]).

### Epoca spagnola
Il padre carmelitano Andrea Cordaro da Tripi, per commissione dei suoi superiori e su richiesta della città si reca a Milazzo dove fonda un convento dell'Ordine carmelitano. L'area prescelta è il luogo in cui sorgevano l'antica chiesa di San Filippo d'Agira, appartenente ad una confraternita locale e la chiesa della Madonna della Consolazione, luogo di culto patrocinato dalla famiglia Rigales. Nel 1570 è documentata la demolizione degli edifici preesistenti ed è avviata la costruzione del nuovo tempio.
Nel 1625 - 1626 furono stabilite delle imposte volte a finanziare la manutenzione dei principali luoghi di culto. Istituiti fondi per risarcimenti e restauri e predisposte azioni per portare l'acqua alla fonte del Carmine.
Tra il 1643 e il 1648 sono documentate nelle immediate adiacenze del Piano del Carmine la Porta Alemanna e la Fontana.
Nel 1659 sul Largo del Carmine fu chiusa Porta Nuova, al suo fianco fu aperta Porta Reale o Porta dei Santissimi Martiri. Le porte costituivano varchi d'accesso attraverso le cortine spagnole al nucleo abitativo sorto nella parte bassa della città.
Nel 1718 nel contesto della guerra della Quadruplice Alleanza fu innalzato un forte dietro il Carmine sulla parte di litorale orientale denominata Spiaggia del Carmine.

### Epoca austriaca
La chiesa fu quasi interamente distrutta - ad eccezione dell'abside - nel corso dell'assedio spagnolo del 1717 - 1719 voluto da Filippo V di Spagna, subì la ricostruzione e il perfezionamento nelle forme attuali tra il 1726 ed il 1752.

### Epoca borbonica
Nella quaresima del 1806 il re Ferdinando di Borbone assiste ai riti processionali del Venerdì Santo che muovono dal Duomo al Largo del Carmine, da Palazzo Proto ove era ospite. Il sovrano è spesso in provincia per ingraziarsi il benvolere delle popolazioni durante la sua seconda fuga riparatrice presso il palazzo reale di Palermo.
Durante i moti insurrezionali del 1820 - 1821 il convento è occupato da guarnigioni militari d'artiglieria.

### Epoca unitaria
Con l'emanazione delle leggi eversive l'intero complesso è confiscato, nel caso specifico il provvedimento divenne operativo solo nel 1888 con la soppressione dell'ordine, pertanto la chiesa e il convento annesso transitarono nelle proprietà del comune.
Campagna di restauri per il tempio attorno al 1886 e successivi lavori di adeguamento per nuove destinazioni d'uso per le strutture conventuali.

### Epoca contemporanea
Nel 1927 la chiesa fu riaperta al culto. Il convento è stato ampiamente rimaneggiato, oggi ospita gli uffici del comune.
Gravemente danneggiata dai bombardamenti del secondo conflitto mondiale del 1943, è stata restaurata nel 1947, ciclo di lavori che comportò la quasi totale asportazione delle tombe patrizie esistenti e degli archi marmorei di alcuni altari.
Nell'aprile 2013 hanno avuto termine gli ultimi lavori di restauro del tempio.

## Esterno
Sobria ed elegante la facciata, la fusione di elementi rococò e tardo rinascimentali, danno origine allo stile definito barocchetto messinese.
Il prospetto è inquadrato da tre paraste in conci di pietra viva sormontate da capitelli corinzi. La parte sinistra disposta su due ordini comprende il campanile con quadrante dell'orologio al secondo livello. Sopra il cornicione è ricavato un terzo ordine costituito dalle celle campanarie.
Al centro della facciata un portale marmoreo - verosimilmente quello del primitivo tempio risalente al 1620 - attraverso una breve rampa di gradini, permette l'accesso nel luogo di culto. Plinti recanti scolpiti gli stemmi gentilizi dei baroni Baele, patrocinatori della chiesa, reggono colonne sormontate da capitelli corinzi sostenenti l'architrave decorato con ghirlande e motivi fitomorfi. Costituiscono timpano due volute a ricciolo con stemma coronato intermedio. Nella nicchia centrale ornata da volute è collocata la scultura marmorea raffigurante la Madonna della Consolazione, opera eseguita nel 1632 dallo scultore milazzese Baldassare Valenti (sullo scanello l'iscrizione "Baldassare Valenti C.(aelator) R.(egius) Milatu 1632."), ai lati due oculi ovoidali.
Chiude la prospettiva una raggiera recante l'iscrizione REGIS CARMELI e un cornicione ad arco dall'elaborata modanatura con decorazioni fitomorfe e croce in ferro apicale.
Sul lato sinistro si sviluppa il prospetto dell'edificio conventuale comprendente un unico piano nobile, caratterizzato da finestre balconi con ringhiere in ferro battuto che alternano semplici architravi con timpani.

## Interno
La chiesa presenta un impianto a navata unica con altari addossati alle pareti laterali in stile barocco. Sei finestre e altrettante vele intersecano e caratterizzano la volta a botte.
Delle preesistenti iscrizioni rimane solo una targa marmorea e un solo monumento funebre.

### Navata destra
- Nicchia: l'ambiente ospita il busto raffigurante l'Ecce Homo. In prossimità della controfacciata una scala a chiocciola conduce alla cantoria sorretta da pilastri ove è installato un pregevole organo.
  - Medaglione: Raffigurazione di religioso carmelitano. Sarcofago funebre: monumento sepolcrale, con stemma gentilizio, dei coniugi Giovanni e Filomena Ciparo del 1583.
- Prima campata: Altare delle Anime del Purgatorio. Sulla sopraelevazione è collocato il dipinto raffigurante la Sacra Famiglia con San Giovannino, Santa Elisabetta, San Giuseppe sullo sfondo a sinistra, ai lati Sant'Anna e San Gioacchino, le Anime Purganti in basso, il Padre Eterno fra schiere di angeli nel registro superiore.
  - Medaglione: Raffigurazione di religioso carmelitano. Stemma e iscrizione: targa marmorea, apposta tra il 1726 ed il 1727, raccoglie le ceneri dei nobili Proto e ricorda, nell'epigrafe in lingua latina, la distruzione della tomba gentilizia seicentesca in seguito all'assedio di Milazzo del 1718 - 1719.
- Seconda campata: Altare di Santa Lucia. Sulla sopraelevazione è collocato il dipinto raffigurante la Vergine con Bambino ritratta con Santa Lucia, San Nicola di Bari e due Santi Carmelitani. 
  - Medaglione: Raffigurazione di religioso carmelitano. Nicchia con statua raffigurante San Gioacchino.
- Terza campata: Altare della Pietà. Nella nicchia è collocata la Pietà gruppo scultoreo, fra i dipinti raffiguranti Gesù alla colonna e Gesù orante. Nella lunetta Dio Padre Onnipotente.
  - Medaglione. Raffigurazione di religioso carmelitano.

### Navata sinistra
- Locale. Dipinto.
  - Medaglione: Raffigurazione di religioso carmelitano.
- Prima campata: Altare dei Santi Cosma e Damiano. Sulla sopraelevazione il dipinto raffigurante la Vergine Maria ritratta tra i Santi Cosma e Damiano, San Filippo d'Agira e Sant'Antonio di Padova.
  - Medaglione: Raffigurazione di religioso carmelitano.
- Seconda campata: Altare del Santissimo Crocifisso. Sulla sopraelevazione è custodito il Crocifisso, manufatto policromo d'ignoto autore del XVIII secolo, opera collocata su un dipinto raffigurante le Tre Marie. 
  - Medaglione: Raffigurazione di religioso carmelitano. Nicchia con statua raffigurante Cristo Re.
- Terza campata: Altare della Madonna del Carmelo. Nella nicchia è collocata la statua raffigurante la Madonna del Carmine, legno policromo dello scultore Angelo Occhino del 1737. Ai lati le tele raffiguranti Santi Carmelitani.
  - Medaglione: Raffigurazione di religioso carmelitano.

### Presbiterio
L'area è sopraelevata rispetto alla pavimentazione dell'intera aula. Tre gradini attraverso l'arco trionfale conducono al coro e all'abside. L'arco trionfale disposto su un doppio ordine separato dal cornicione che caratterizza l'intero ambiente, presenta un apparato decorativo in stucco costituito dalle quattro statue di Santi Carmelitani e culminante nel fregio centrale sorretto da putti recante lo stemma e motto carmelitano. L'arco absidale presenta una stemma centrale con iscrizione e una delicata decorazione in stucco.
L'altare maggiore settecentesco versus absidem è realizzato in marmi policromi, ornato da una custodia centrale riproducente un tempietto circolare con colonne e delimitato da una coppia di statue allegoriche. Nel paliotto un tondo riproduce l'episodio biblico il Sogno di Isacco.
Nel vano è custodita la tela settecentesca della Madonna del Carmine raffigurata con le Anime del Purgatorio, opera attribuita ad Antonino Vescosi da Pozzo di Gotto a sinistra. L'olio su tela di autore ignoto (XVIII secolo) a destra raffigura San Giovanni de Mata.

## Opere
- XVII secolo, Madonna col Bambino e a Sant'Antonio, grande tela di autore ignoto.

## Convento
Adiacente alla chiesa sorge l'antico convento dei religiosi Carmelitani fondato nel 1570, di forma quasi quadrangolare, con un bel chiostro al centro, si estendeva verso est. In origine formato da 32 colonne lisce in arenaria che sostenevano le arcate a tutto sesto (portici formati da 9 arcate sui lati E e W, 7 arcate sui lati N e S) con accesso attraverso il bel portale settecentesco che si trova al centro della facciata in piazza Caio Duilio, anticamente Piano del Carmine. L'istituzione fu un importante centro studi, con una preziosa biblioteca, sede di numerosi capitoli dell'Ordine della provincia monastica, luogo d'incontro di monarchi e altri personaggi civili, militari e religiosi.
La struttura ospitò Vittorio Emanuele II di Savoia e la corte nell'aprile e nel giugno del 1714, registrò più volte tra gli illustri visitatori Ferdinando I delle Due Sicilie. Fu varie volte occupato militarmente nella primavera del 1821.
Dopo il trasferimento dei Carmelitani, in seguito alla legge del 1866 che predisponeva la soppressione delle Corporazioni e degli Ordini monastici, l'intera area occupata fu adibita a sede del municipio, ospitò il Palazzo delle Poste, gli uffici della pro-loco, sede di un liceo, per insediare i quali furono abbattute le ali nord ed est della struttura mentre le arcate superstiti furono ingabbiate e murate per recuperare ambienti, interventi effettuati a cavallo degli anni 1880 e 1889. 
I locali dell'antico convento sono tuttora adibiti ad uffici pubblici ed esercizi commerciali. La bella porta a pianterreno in barocco monumentale, permette l'accesso a quello che fu una volta il chiostro, sulla cui superficie pavimentata è stato realizzato l'esteso stemma e motto della città di Milazzo.
Nei locali del convento facenti ancora parte del sacro recinto è custodito un Cristo Crocifisso sul Golgota raffigurato con l'Addolorata, olio su tela, opera di Vincenzo Riolo.